# ちゃんぴおんず
ちゃんぴおんずは、ワタナベエンターテインメントに所属する日本のお笑いコンビ。

## メンバー
日本一おもしろい大崎（にほんいちおもしろいおおさき、1990年3月5日 - ）（35歳）
ツッコミ担当、立ち位置は向かって左。
- 長崎県諫早市有喜町出身。
- 長崎日本大学高等学校卒業、日本大学国際関係学部中退。
- ワタナベコメディスクール18期生。
- 血液型A型。
- 本名：大崎 義孝（おおさき よしたか）
- 旧芸名：長崎一おもしろい大崎（ながさきいちおもしろいおおさき）
- 高校時代は野球部に所属しており、『第89回全国高等学校野球選手権大会』ではベスト4という結果を残したが、自身は第4キャッチャーでメンバー入りしたため、出場する機会はなかった。大瀬良大地（広島東洋カープ）は2年後輩。
- 大学卒業後は、地元・長崎のケーブルテレビ局に勤務。同局の番組中で子供たちに慕われている様子を観た姉から「お笑い芸人になるべき」と後押しされたことで芸人を目指す。
- 過去には「銭頭」「秀正」といったコンビを組んでいた。「秀正」時代はネタ中に突然倒れるという漫才を披露しており、『有田ジェネレーション』（TBSテレビ）に出演した。
- 2024年3月5日に、芸名を「長崎一おもしろい大崎」に改名したが、同年5月1日に再改名したことを発表した。
- 2025年2月22日に結婚したことを発表。

大ちゃん（だいちゃん、1991年1月11日 - ）（34歳）
ボケ担当、立ち位置は向かって右。
- 鹿児島県鹿児島市出身。
- 鹿児島県立松陽高等学校卒業、東海大学（東海大学体育会サッカー部）卒業。
- ワタナベコメディスクール21期生。
- 血液型O型。
- 本名：堀之内 大輔（ほりのうち だいすけ）
- 大学まではサッカー部に所属し、プロのサッカー選手を目指していた。大迫勇也は地元のサッカー仲間で同級生。
- 結局プロサッカー選手になれなかったことで、他に自分の才能が活かせそうなことはないかと考えた時、自分は小さい頃から面白いと言われていたことを思い出し、「磨けば一流になれるかも知れない」と思って芸人を目指す。
- 過去には「ゴリゴリ」というコンビを組んでいた。「ゴリゴリ」としては『ワタナベお笑いNo.1決定戦 2020』にて決勝進出。
- 2022年8月15日に結婚を発表。有輝（土佐兄弟）が保証人となった。しかし、2025年に離婚していたことを発表した。

## 来歴
お互いに組んでいたコンビを2020年10月1日に解散。だいちゃんにとって大崎は「自分が出会った芸人の中で一番面白い人」と思っていたということで、大崎のコンビも解散したと聞いて「今しか無い」と思い、だいちゃんから誘ってユニットを結成した。その後、「秀正大崎＆ゴリゴリ堀之内」「大崎＆堀之内」「大崎と堀之内」「樽錦」などのユニット名で事務所ライブに出演し始める。M-1グランプリ2021では「樽錦」として出場し2回戦進出。2021年10月にコンビを正式に結成。2022年のおもしろ荘では、「大崎＆堀之内」として最終予選に選出される。
2022年2月にコンビ名を「ちゃんぴおんず」に改名する。ばし太（元笑撃戦隊）から「チャンピオンズ」を提案された話をラジオ番組『土佐兄弟のCultureZ』（文化放送）内でしたところ、大崎が野球経験者、大ちゃんがサッカー経験者という経歴がとんねるずと同様だったことから、ひらがな表記を勧められ「ちゃんぴおんず」にした。
同年のワタナベお笑いNo.1決定戦2022で決勝に進出。M-1グランプリ2022では3回戦に進出した。
2023年の｢おもしろ荘｣で「ちょんってすなよ」のリズムネタを披露し、100人の投票のうち54票という圧倒的な得票で優勝。ゲストの門脇麦は「TikTokで絶対流行る」と断言し、司会の岡村隆史（ナインティナイン）も「今日言いながら帰ると思います」と賛辞を贈った。
2023年3月、漫才協会に加入した。

## 芸風
主に漫才。「おもしろ荘」で優勝した際に披露したネタは、リズムネタの要素が強い。大崎が話そうとすると、大ちゃんが何度も大崎の頭を人さし指で「ちょん」とつつき「ちょんってすなよ」でリズムを取っていく。
また、漫才の冒頭に大崎が「大ちゃ〜ん」と呼ぶと、大ちゃんが突然リズムをとり始め、大崎がそれを見ずに「終わった〜？」と言うネタもある。
お互いそれぞれが以前に組んでいたコンビでは、二人ともボケ役だったため、結成当初の頃のネタ作りでは、どっちがツッコミをやってもうまくいかないなど難航していた。そんな時、芸人仲間のヤマト（元ガッツマン）から「ボケとツッコミという概念から離れて、二人が面白いと思ったことを全力でバカバカしくやってみたら」とアドバイスを受けたことから、今日の芸風に至ったという。

## 賞レースなどでの戦績

### M-1グランプリ
| 年度（回）       | 結果         | エントリー No. | 会場                          | 日程           | 備考                       |
| ---------------- | ------------ | -------------- | ----------------------------- | -------------- | -------------------------- |
| 2021年（第17回） | 2回戦進出    | 1802           | [東京] 雷5656会館ときわホール | 10月18日（月） | ユニット「樽錦」として出場 |
| 2022年（第18回） | 3回戦進出    | 374            | [東京] よしもと有楽町シアター | 10月31日（月） |                            |
| 2023年（第19回） | 準々決勝進出 | 750            | [東京] ルミネtheよしもと      | 11月21日（火） |                            |
| 2024年（第20回） | 準々決勝進出 | 3159           | [東京] ルミネtheよしもと      | 11月21日（木） |                            |

### その他
- 2022年 ワタナベお笑いNo.1決定戦2022 - 決勝進出[33]
- 2023年 ぐるぐるナインティナイン おもしろ荘 - 優勝[35][36]
- 2023年 オールナイトニッポン0（ZERO）～決戦！お笑い有楽城～ - 優勝[39]
- 2023年 ワタナベお笑いNo.1決定戦2023 - 決勝進出（敗者復活）[40]
- 2024年 ワタナベお笑いNo.1決定戦2024 - 決勝進出

## 出演

### テレビ
- 知らなくて委員会（北海道放送、2022年3月23日）[41]
- よるのブランチ（TBSテレビ、2022年5月25日）[42]
- 目指せ!!アウトレット芸人7（千葉テレビ、2022年10月17日）[43]
- ネタパレ（フジテレビ、2022年11月11日）[44]
- ぐるナイ おもしろ荘（日本テレビ、2023年1月1日）[35]
- フットンダ王決定戦2023（中京テレビ・日本テレビ系、2023年1月1日）[45]
- めざましテレビ（フジテレビ、2023年1月5日）[38]
- めざましどようび（フジテレビ、2023年1月7日）[46]
- ZIP!（日本テレビ、2023年1月10日）[47]
- ぴったり にちようチャップリン（テレビ東京、2023年1月22日）[48]
- ラヴィット！（TBSテレビ、2023年1月25日）[49]
- 負けるな！熱血ハナコのお笑い部（テレビ埼玉、2023年1月25日）[50]
- NEWニューヨーク（テレビ朝日、2023年1月25日）[51]
- ぐるぐるナインティナイン（日本テレビ、2023年1月26日）[52]
- オールスター感謝祭（TBSテレビ、2024年4月6日）
- アヤツリ・スクワッド（2024年1月4日、テレビ東京）

### テレビドラマ
- 時代をつくった男 阿久悠物語（2017年8月26日、日本テレビ） - ニューハーフ 役（大ちゃん）[35]

### ラジオ
- CultureZ+ すがちゃん大ちゃんのカカリギミ（文化放送、2021年4月7日 - 2023年3月18日） - 大ちゃんのみ[53]
- 土佐兄弟のCultureZ（文化放送、2021年5月5日〈大ちゃん〉、2022年1月5日、8月10日〈大ちゃん〉、2023年1月4日）
- おぎやはぎのメガネびいき（TBSラジオ、2023年1月12日）[54]
- おもしろ荘勝手に優勝記念・ちゃんぴおんずのお笑い王は俺だ！！（文化放送、2023年1月13日）[55]
- ナイツ ザ・ラジオショー（ニッポン放送、2023年1月17日）[56]
- KUSUKUSU（Bayfm、2023年1月22日、29日）[57]
- 川谷絵音の約30分我慢してくれませんか（JFN、2023年3月5日）[58]
- すがちゃん大ちゃんのノボリギミ（文化放送、2023年4月6日 - ） - 大ちゃんのみ[59]
- ちゃんぴおんずのオールナイトニッポン0(ZERO)（ニッポン放送、2023年6月24日）[60]
- 好きがつながる すがちゃん大ちゃんの #ノボリギミ 〜地上波スペシャル〜（2024年3月12日、文化放送）大ちゃんのみ

### WEBテレビ
- 7.2 新しい別の窓（ABEMA、2023年1月1日）[61]
- 有田ジェネレーション（Paravi、2023年3月24日 - 26日・6月25日[62][13]）
- カチコチTV（FANZA TV）
- 代官山メロンプラス（YouTube・ヘブンTV）

### WEBラジオ
- 真空ジェシカのラジオ父ちゃん（2023年1月14日）[63]

### CM・広告
- 花王「強力カビハイター ツンとしないタイプ」WEBキャンペーン（2024年11月 - ）[64]